# Trasmediterránea

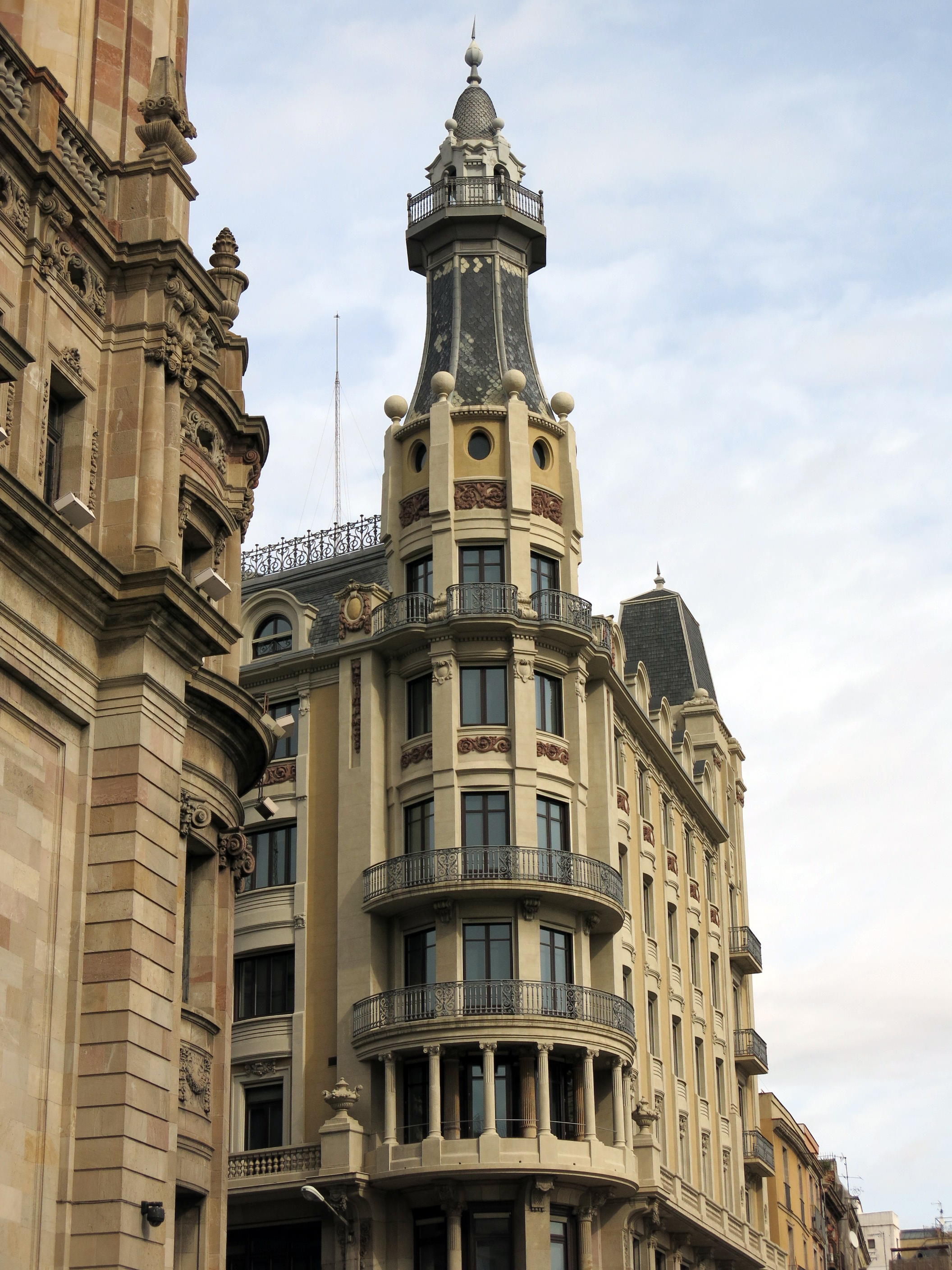
Langjähriger Firmensitz in Barcelona

Trasmediterránea ist eine spanische Reederei, welche seit Januar 1917 Fährlinien zwischen dem spanischen Festland und den Inseln des Königreichs sowie den spanischen Territorien auf dem afrikanischen Festland betreibt. Die Trasmediterránea befindet sich seit 2018 im Mehrheitseigentum der Naviera Armas, einer Reederei mit Sitz auf den Kanarischen Inseln.

## Firmengeschichte
Das Unternehmen wurde am 26. November 1916 durch den Zusammenschluss von vier Reedereien der Schiffseigner José Juan Dómine, Vicente Ferrer, Joaquín Tintoré und Enrique García gegründet. Sie nahm den Betrieb am 1. Januar 1917 auf und hatte eine Flotte von 45 Schiffen. Der Firmensitz wurde in der Via Laietana in Barcelona errichtet. Ab 1921 hatte die Firma ein Monopol auf alle Linien, die das spanische Festland mit den Inseln verbanden, darüber hinaus auch auf die Fährverbindungen zu den Territorien in Afrika. Während des spanischen Bürgerkriegs wurden Schiffe des Unternehmens von beiden Konfliktparteien – den Republikanern und den Franquisten – als Hilfsschiffe für die jeweilige Marine eingesetzt. 1978 gelangte die Firma in Staatsbesitz.
Die 1980er und 1990er Jahre waren durch die Beschleunigung des Fährverkehrs durch Hochgeschwindigkeits-Katamarane und Tragflügelboote geprägt. Es wurden die ersten Schnellfähren gebaut und sie kamen schließlich auf den Strecken Valencia–Palma und Barcelona–Palma zum Einsatz. Die Firmenstruktur wurde in den 1990er Jahren dezentralisiert und in drei Bereiche gegliedert: Balearen, Sur Estrecho, die Meerenge von Gibraltar, und Kanarische Inseln. Das Unternehmen wurde 1996 ISO-zertifiziert und eine Tochterfirma begann, Kreuzfahrten im westlichen Mittelmeer und in den nahegelegenen Bereichen des Atlantiks anzubieten. 1998 wurde das Monopol aufgehoben und die Fährbetriebe in spanischen Gewässern liberalisiert. Trotzdem konnte die Trasmediterránea ihre marktbeherrschende Stellung weitgehend behaupten.
Im Jahr 2002 realisierte die konservative Regierung Spaniens, geführt von der Partido Popular, die Privatisierung des Unternehmens. Die Sociedad Estatal de Participaciones Industriales (SEPI), deutsch: Staatsgesellschaft für Industriebeteiligungen, verkaufte die Trasmediterránea an ein Konsortium, welchen mit 60 % von der Acciona Logística geführt wurde. Weiters waren eine Reihe von Transport- und Touristikunternehmen beteiligt, darunter auch der Fährbetrieb Naviera Armas, ein Konkurrenzunternehmen, und die später in Schieflage geratene Sparkasse Caja Mediterráneo. In der Folge wurde der Name des Fährbetriebs geändert auf Acciona-Trasmediterranea. Der Hauptsitz befand sich danach in Madrid. Am 25. Oktober 2017 erwarb die spanische Reederei Naviera Armas um 260 Millionen Euro 92,71 % der Aktien von Trasmediterránea, die sich im Besitz von Acciona befanden. Die neuen Eigentümer mussten auch Altschulden übernehmen. Am 23. Mai 2018 genehmigte die Nationale Wettbewerbsbehörde, die Comisión Nacional de los Mercados y la Competencia, den Aktienkauf. Die Firma betreibt mehrere herkömmliche Fähren, die nach dem Prinzip des Verdrängerschiffes arbeiten, sowie einige Hochgeschwindigkeits-Katamarane des australischen Herstellers Incat.

## Aktuelle Flotte
| Katamarane | Superfähren                                                      | Fähren                                                                               | Fähren                                                          | Frachtfähren                                             |
| - Alborán * - Alcantara dos - Almudaina dos - Milenium dos                                                      | - Fortuny - Sorolla - Volcán de Tinamar * - Volcán de Tijarafe * | - Ciudad de Cadiz - Almariya - Ciudad de Ibiza - Ciudad de Malaga - Dimonios - Forza | - Juan J Sister - Las Palmas GC - Tenacia - Vronskiy - Zurbaran | - José María Entrecanales - S.F. Baleares - S.F. Levante |
| * gemeinsam mit Naviera Armas                                                                                   |                                                                  |                                                                                      |                                                                 |                                                          |
| - Katamaran Alborán im Hafen von Ceuta - Frachtfähre José María Entrecanales im Hafen von Cádiz - Fähre Fortuny |                                                                  |                                                                                      |                                                                 |                                                          |

|                  | Alborán                 | Alcantara dos           | Almudaina dos           | Milenium dos            |
| ---------------- | ----------------------- | ----------------------- | ----------------------- | ----------------------- |
| IMO-Nummer       | 9206700                 | 9107203                 | 9141833                 | 9237644                 |
| Indienststellung | 1999                    | 1995                    | 1997                    | 2003                    |
| Kapazität        | 868 Passagiere, 220 Pkw | 575 Passagiere, 120 Pkw | 714 Passagiere, 175 Pkw | 866 Passagiere, 220 Pkw |
| Länge            | 96,0 m                  | 76,3 m                  | 100 m                   | 97,2 m                  |
| Breite           | 26,0 m                  | 23,0 m                  | 17,1 m                  | 26,2 m                  |
| Tiefgang         | 4,0 m                   | 2,6 m                   | 2,7 m                   | 3,4 m                   |
| Leistung         | 60.000 PS               | 29.480 PS               | 38.500 PS               | 37.948 PS               |
| Geschwindigkeit  | 38 Knoten               | 30 Knoten               | 34 Knoten               | 35 Knoten               |

## Linien
Trasmediterránea bedient unter anderem die folgenden Fährlinien (hin/retour):
Balearen
- von Barcelona nach Palma de Mallorca, Ibiza, Menorca und Formentera
- von Valencia nach Palma de Mallorca, Ibiza, Menorca und Formentera
- von Palma de Mallorca nach Ibiza und Menorca

Sur Estrecho
- von Algeciras nach Ceuta und nach Tanger-Med (Marokko)
- von Almería nach Melilla, Nador (Marokko), Ghazaouet und Oran (beide in Algerien)
- von Málaga nach Melilla

Kanarische Inseln
- von Cádiz nach Gran Canaria, Fuerteventura, Lanzarote, Teneriffa und La Palma
- von Lanzarote nach Gran Canaria, Fuerteventura, La Palma und Teneriffa
- von Gran Canaria nach Fuerteventura, La Palma und Teneriffa
- von Fuerteventura nach La Palma und Teneriffa
- von La Palma nach Teneriffa